# Gavisse
Gavisse è un comune francese di 579 abitanti situato nel dipartimento della Mosella nella regione del Grand Est.

## Storia

### Simboli
Lo stemma del comune si blasona:
Queste sono le insegne della signoria di Rodemack, di cui Gavisse faceva parte. La tau è l'emblema di sant'Antonio abate, patrono della parrocchia.

## Società

### Evoluzione demografica
Abitanti censiti